# Тунгусская синеклиза
Тунгусская синеклиза — является крупнейшей геологической структурой Сибирской платформы, занимая пространство размером примерно 1500 на 700 км. Синеклиза выполнена туфолавовыми образованиями (траппами) нижнего триаса мощностью 0,5—2 км. В рельефе тунгусская синеклиза выражена платообразными плоскогорьями, включая плато Путорана, с врезанными долинами рек, главным образом Нижней Тунгуски, Курейки, Котуя и их притоков.

## Геологическая история
Развитие Тунгусской синеклизы происходило в течение более чем миллиарда лет, начиная с Протерозоя и заканчивая Триасовым периодом:
- На границе рифея-венда рассматриваемая территория, как и вся Сибирская платформа была затоплена мелководным эпиконтинентальным морем. В данное время образовывались формации трансгрессивной и инундационной стадий. Этому геологическому этапу соответствуют красноцветные конгломерато-песчано-глинистые отложения. И уже в раннем и в начале среднего кембрия формируются карбонатные и глинисто-карбонатные отложения.
- В среднем кембрии — раннем ордовике в результате восходящих движений, данная территория подвергается регрессии. Этому времени соответствуют регрессивные формации, сложенные пестроцветными теригенно-карбонатными осадками. В конце этапа здесь происходят процессы пенепленизации и образовываются коры выветривания.
- В среднем ордовике — раннем девоне на все территории Сибирской платформы снова происходит трансгрессия, однако, несоизмеримо более значительная относительно предыдущей и уже в начале раннего девона, данная территория полностью погружается под воду. И если в среднем и позднем ордовике широко распространились терригенные и теригенно-карбонатные формации, то уже в силуре и в начале раннего девона здесь получают развитие собственно карбонатные, сульфатно-карбонатные и по периферии терригенные формации. Важность этого этапа заключается в том, что именно в силуре произошло выстилание основы Тунгусской синеклизы на поверхности Ленно-Тунгуссой палеосинеклизы. По краям Тунгусской синеклизы, отложения силура (карбонаты, сульфаты и терригены) даже вышли на поверхность.
- Начало средне-позднедевонского этапа характеризуется перестройкой тектонического плана платформы. Восходящие движения на Енисейском кряже и Прибайкалье стали причиной компенсированного опускания прилегающих частей платформы, и формирования Тунгусской синеклизы. При этом, на поднимающихся территориях формировались магматические образования (рассматриваемая территория периферией входила в состав девонского вулканического пояса) и коры выветривания, и они стали для молодой Тунгусской синеклизы областями сноса. До конца девона синеклиза представляла собой солоноватую лагуну, в которой отлагались осадки, образовавшие толщи пестроцветных песчаников, алевролитов, доломитов, аргиллитов, иногда известняков с остатками палеофауны. В отдельные века эта территория превращалась в морской залив нормальной солености, и к этим периодам приурочены линзовидные глинистые отложения.
- Этап от раннего карбона до триаса включительно характеризуется чрезвычайной мобильностью всей платформы. В течение этого цикла сформировались мощные угленосные формации Тунгусской синеклизы и проявился уникальный по масштабам базальтовый магматизм. Раннекаменноугольный этап ознаменовался формированием трансгрессивных формаций. В это время рассматриваемая территория по большей части была областью накопления лагунно-континентальных осадков, окончательно заполнивших крупнейший в мире Тунгусский каменный бассейн.
- Пермский этап стал временем крупной орографической перестройки территории. И та часть Тунгусской синеклизы, по территории которой сейчас протекает р. Бахта, которая до этого была зоной с преимущественно терригенно-карбонатным седиментогенезом, стала зоной активного вулканизма, продуктами которого стали покровы диабазов, базальты, туфы и туффиты.
- В триасе заканчивается формирование Тунгусской синеклизы. И после завершения вулканических излияний, широко распространённых в пермском периоде, здесь начинается формирование кор выветривания. Самой характерной особенностью данной территории в конце палеозоя является образование трапповых формаций.

В среднем мезозое и раннем кайнозое, охватывающих юрский, меловой и палеогеновый периоды, происходит оживлённое тектоническое движение, которое после затухло.